# Панчевац
Панчевац је најстарији локални недељни лист у Србији. Први број „Панчевца”, листа за просветне и материјалне интересе, који је уједно био и први панчевачки лист на српском језику, појавио се пред читаоцима 13. априла 1869. године по јулијанском календару и са краћим прекидима, излазио је и излази у три века.
Идејни творац, оснивач, издавач, власник и уредник овог недељника био је Јован Павловић, 26-годишњи професор Трговачке школе, који се у овај подухват упустио заједно са групом угледних панчевачких Срба. Дозволу за покретање листа Павловић је затражио од Генералне команде у Темишвару, а његову молбу својим потписима подржали су лекари Љубомир Ненадовић и Константин Пеичић, књижари Каменко и Павле Јовановић, адвокат Светислав Касапиновић и песници Васа Живковић и Јован Јовановић Змај.
Занимљиве су друштвене околности у којима је „Панчевац” покренут. Први лист на српском језику у Панчеву појавио се две године након доношења Аустроугарске нагодбе, у политички врло осетљивом времену развојачења Банатске војне границе и припајања њене територије Угарској. У таквим околностима, Павловић је, као либерал и демократа, без обзира на последице, уређивачку политику „Панчевца“ усмерио ка доследном и принципијелном опозиционом деловању. Он је без икаквог респекта беспоштедно критиковао аустријску војничку граничарску власт, био је непомирљиви противник мађарске владе, чијим се тежњама ка денационализацији народности и формирању једног, мађарског политичког народа, енергично супротстављао и патриотским радом и новинарским пером. Због сталног сукоба са властима Павловић је више пута био осуђиван и затваран, а новине забрањиване и конфисковане.
С једнаким жаром и непорецивим аргументима Павловић се обрачунавао и са деспотијом србијанских кнежева у тада још међународно непризнатој Србији, са конзервативним црквеним великодостојницима у Војводини, као и са негативним појавама у сопственом народу које му стоје на путу ка свеопштем напретку. Он је са страница „Панчевца” пружао недвосмислену подршку програму Српске народне слободњачке странке коју је водио др Светозар Милетић, а симпатисао је рад и Уједињене омладине српске, о чијим активностима је често и опширно писао. Као „радикални демократа”, Павловић је отворио простор листа и за социјалистичке идеје, које су се тада почеле појављивати у српском политичком корпусу с обе стране река.
Лист је због своје слободоумне уређивачке политике био често забрањиван и плењен, а у краћем периоду, током тромесечне забране излажења, појављивао се под називом „Граничар”, да би дефинитивно престао да излази 1876. године.
„Панчевац” поново излази од 1919. године до Шестојануарске диктатуре као приватно гласило блиско Демократској, а после разлаза Самосталној демократској странци. Након обнављања излажења власник др Душан – Дуда Бошковић преселио је редакцију у Нови Сад и лист преименовао у „Војвођанин”.

## Послератно обнављање
„Панчевац” је обновљен децембра 1952. године. У складу с тадашњим приликама, оснивач листа био је Народни фронт. Правни следбеник Народног фронта, Општинска конференција ССРН, била је оснивач до септембра 1990. године. Тада је право оснивача пренето на Скупштину општине Панчево, која задржава права оснивача предузећа, а права оснивача над јавним гласилима (Радио Панчевом и листом „Панчевац”) враћа предузећу које је пословало под називом Друштвено предузеће за новинску и радио-дифузну делатност „Панчевац” Панчево, с потпуном одговорношћу.
Оснивач Скупштина општине Панчево поново преузима оснивачка права над предузећем у периоду од јула до октобра 1992. године. То је учињено једностраном одлуком СО Панчево (којом су владали СПС и СРС), без сагласности предузећа да се одриче оснивачких права над јавним гласилима у свом саставу. Једнонедељни штрајк запослених није дао резултате, а потом је уследила чистка сарадника и отпуштање „неподобних”.

## Трансформације
Предузеће је од јануара 1994. године до августа 1998. године пословало под називом Јавно новинско-издавачко предузеће у друштвеној својини „Панчевац” Панчево, с потпуном одговорношћу, када постаје Јавно новинско-издавачко предузеће „Панчевац”, с основном делатношћу издавања новина. ЈНИП „Панчевац” на аукцији коју је 14. фебруара 2008. године организовала Агенција за приватизацију у Новом Саду продат је конзорцијуму физичких лица који представља Цвијета Марковић из Београда. Скупштина акционара одржана је 31. марта 2008. године, а у Агенцији за привредне регистре предузеће је 10. априла исте године регистровано као Акционарско друштво за новинско-издавачку делатност „Панчевац”.
У предузећу ради 18 запослених, а новине припрема главни и одговорни уредник, шест новинара-уредника, фото-репортер, лекторка, арт директорка и тридесетак хонорарних сарадника. „Панчевац” данас излази просечно на 40 страна, у тиражу од око 12.500 примерака, с ремитендом мањом од 10 процената.
Уз Стрељачку дружину, Српско црквено певачко друштво и Гимназију, „Панчевац” спада међу најстарије активне институције у граду Панчеву.

## Спољашље везе
- Најдуговечнији недељник појачан „Панчевачким вишејезичником” („Политика”, 6. октобар 2016)
- Век и по листа „Панчевац” („Политика”, 24. октобар 2019)